# Jang Ye-eun
Dans ce nom coréen, le nom de famille, Jang, précède le nom personnel.
Jang Ye-eun (en coréen : 장예은; née le 10 août 1998), dite Yeeun (예은), est une rappeuse sud-coréenne. Elle commence sa carrière en 2015 en tant que membre du girl group CLC formé par le label Cube Entertainment. En 2023, elle commence une carrière solo avec son premier single album intitulé The Beginning. La même année, Yeeun intègre le groupe EL7Z UP composé des gagnantes de l'émission Queendom Puzzle de Mnet.

## Carrière

### Jeunesse
Ye Eun a suivi une formation à la SOPA (School of Perfoming Arts Seoul), une école ou d'autres chanteurs multi-nationaux coréens ont étudié aussi comme Jeon Jungkook de BTS.

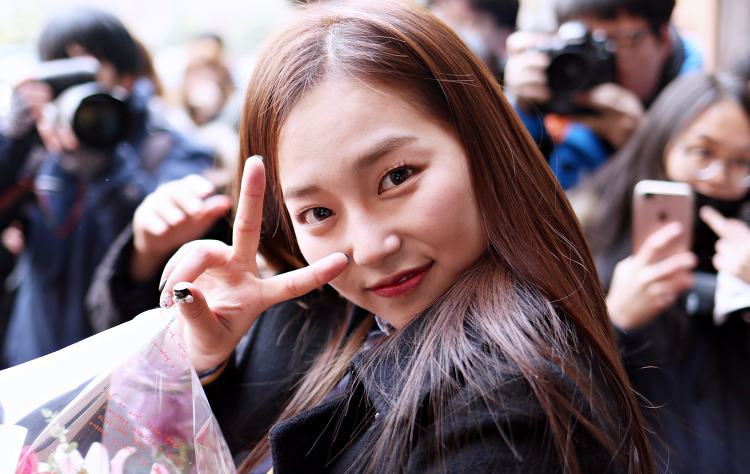
Yeeun à la remise de diplôme de la SOPA en 2017

### Débuts
Elle a participé en 2014 en tant que danseuse secondaire au clip du boys band coréen BTOB pour leur chanson "Beep Beep".
La rappeuse a aussi collaboré avec le membre du groupe Beast, Dong-woon, sur le single "KIMISHIKA" en 2015.
Elle débute dans le groupe CLC, le 19 mars 2015,,.
Depuis 2018, elle était aussi MC pour The Show avec Jeno de NCT. Malheureusement, son contrat, ainsi que celui de Jeno, avec la chaine SBS MTV est terminé.

## Discographie

### Single album
- 2023 : The Beginning

### Singles
- 2023 : Strange Way to Love[9]
- 2023 : Cherry Coke